# Michail Frunze
Michail Vasiljevič Frunze (rusky Михаил Васильевич Фрунзе; 2. února 1885 Biškek – 31. října 1925 Moskva) byl sovětský politik, vojenský činitel a významná osobnost ruské občanské války.

## Životopis

### Mládí
Frunze se narodil jako Mihail Frunză rumunskému posádkovému lékaři původem z Besarábie a jeho ruské ženě, rolnici z Voroněžska. Studoval ve Věrném (později Alma-Ata) v Kazachstánu.
Již v době studií na Petrohradském polytechnickém institutu (v roce 1904) se stal členem bolševické organizace a profesionálním revolucionářem. Na institutu si poruštil své jméno.[zdroj?]

### Revolucionář
O rok dříve, v roce 1903, vstoupil do Sociálně demokratické dělnické strany Ruska. Na druhém kongresu, během ideologického rozporu mezi Leninem a Martovem, dvěma hlavními stranickými vůdci, přes stranické taktiky (Martov argumentoval pro velkou společnost aktivistů, zatímco Lenin chtěl malou skupinu profesionálních revolucionářů), sympatizoval Frunze s Leninem a jeho bolševiky.
Dva roky po kongresu se stal Frunze důležitým účastníkem Ruské revoluce v roce 1905, v čele textilních dělníků v Ivanově. Když revoluce neuspěla, Frunze byl zatčen a za protistátní činnost odsouzen k trestu smrti. Trest mu byl na poslední chvíli změněn na vyhnanství na Sibiři, kde strávil deset let. V roce 1915 Frunze utekl, a stal se editorem bolševického týdeníku Jiskra (Iskra).
Do vypuknutí únorové revoluce používal pseudonymů Arsenij, Trifonyč, Michajlov a dalších. V roce 1916 přijel Frunze do Minska (pod jménem Michajlov). Stal se jedním z ideových vůdců revolučného hnutí v Bělorusku a na západní frontě. Intenzívně propagoval leninské myšlenky mezi masami vojáků, dělníků a rolníků.

### Revoluce
Během únorové revoluce se stal Frunze vedoucím lidových milicí v Minsku, a posléze se stal prezidentem Minského sovětu. Později odešel do Moskvy, a vedl ozbrojené oddíly dělníků, aby pomohli při zápase o kontrolu nad městem.
Po únorové revoluci redigoval Frunze noviny „Kresťjanskaja gazeta“ a byl jedním z redaktorů bolševických novin „Zvezda“. Ve svých projevech i článcích kritizoval smířliveckou ideologii menševiků a eserů.

### Občanská válka

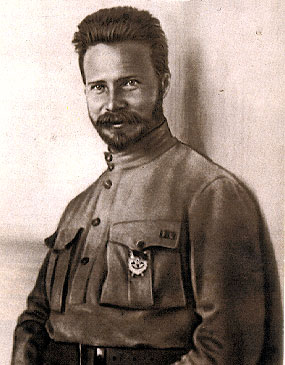
Michail Frunze roku 1920

Po říjnové revoluci, v roce 1918, se stal Frunze vojenským komisařem pro Ivanovo. Během počátečních dnů ruské občanské války byl Frunze jmenován hlavou severní skupiny armád. Poté, co Frunze porazil admirála Alexandra Kolčaka a Bílou armádu v Omsku, předal Lev Trockij (hlava Rudé armády) celkovou kontrolu východní fronty právě Frunzemu.
V listopadu roku 1920 získal Frunze Krym a vyhnal důležitého velitele Bělogvardějců Pjotra Wrangela a jeho vojenské jednotky z Ruska. Podařilo se mu také zničit Machnovy anarchisty na Ukrajině a nacionalisty v čele se Symonem Petljurou.
V roce 1921 byl Frunze zvolen do ústředního výboru strany, a v lednu 1925 se stal předsedou revoluční vojenské rady. Jako silný stoupenec Grigorije Zinovjeva se Frunze dostal do konfliktu se Stalinem, jedním ze Zinovjevových hlavních oponentů.

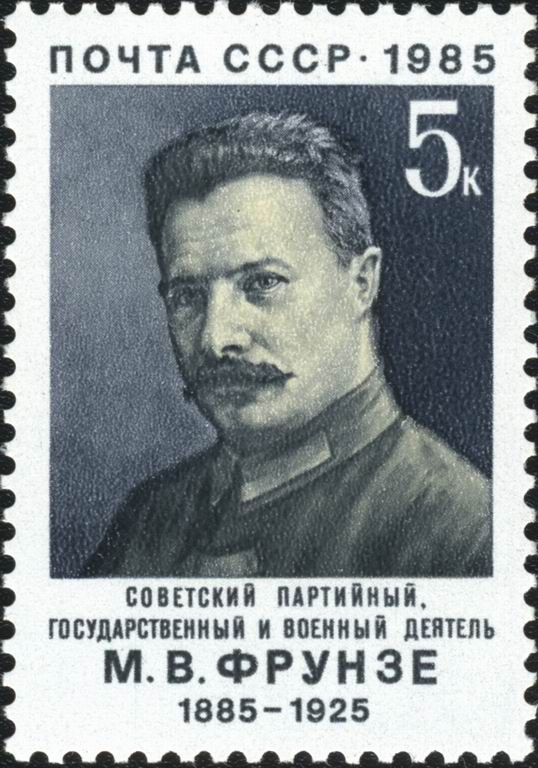
Michail Frunze na poštovní známce z roku 1985

### Smrt
Frunze byl považován za potenciálního následníka Lenina díky své schopnosti řešit teoretické a praktické problémy stranického programu.
V polovině roku 1925 začal Frunze trpět bolestmi břicha. Mnohokrát mu byla nabídnuta operace, Frunze se jí však bál a odmítal. Později se mu však přitížilo a musel být hospitalizován. Těsně před smrtí napsal Frunze manželce: „Nyní se cítím absolutně zdráv, a zdá se mi být nadbytečná možnost, že budu opět operován. Nicméně Stalin a Mikojan horují pro další operaci.“
Frunze brzy poté zemřel dne 31. října 1925 na otravu. Je možné, že za jeho smrt nese odpovědnost Stalin, neexistuje však na to důkaz. Faktem je, že Frunze dostával větší dávky narkotika, než bylo normální. Byl pohřben u Kremelské zdi. Zajímavostí je, že všichni lékaři, kteří Frunzeho operovali, po roce 1934 zemřeli.

## Posmrtná připomínka
V roce 1926 byl Biškek pojmenován na jeho počest Frunze. Roku 1991 se město vrátilo k původnímu názvu. I přesto se však po Frunzem jmenují různé ulice i muzea. Frunzeho vojenská akademie, jedna z nejznámějších v Rusku, nese také jeho jméno.
V moskevském metru se nachází stanice Frunzenskaja, kde se nachází také jeho busta. Stanice stejného jména se nachází i v petrohradském metru.
| „                | Vše, co děláme, každá akce by měla odpovídat nejvyšším ideálům revoluce. | “ |
| — Michail Frunze |                                                                          |   |

## Inspirace v umění
Smrt Frunzeho inspirovala Borise Andrejeviče Pilňaka k napsání povídky Nezhašený měsíc (Повесть непогашенной луны, 1926). Pilňak v úvodu časopiseckého vydání uvedl, že Frunzeho znal osobně málo, nezná podrobnosti o jeho smrti a cílem nebylo napsat o této smrti reportáž. V té samé době se však začínaly šířit pověsti obviňující Stalina z Frunzeho smrti. Časopis, ve kterém dílo vyšlo, byl zabaven a vydavatelé se museli omluvit. Povídka vyšla v Československu v roce 1968.

## Galerie

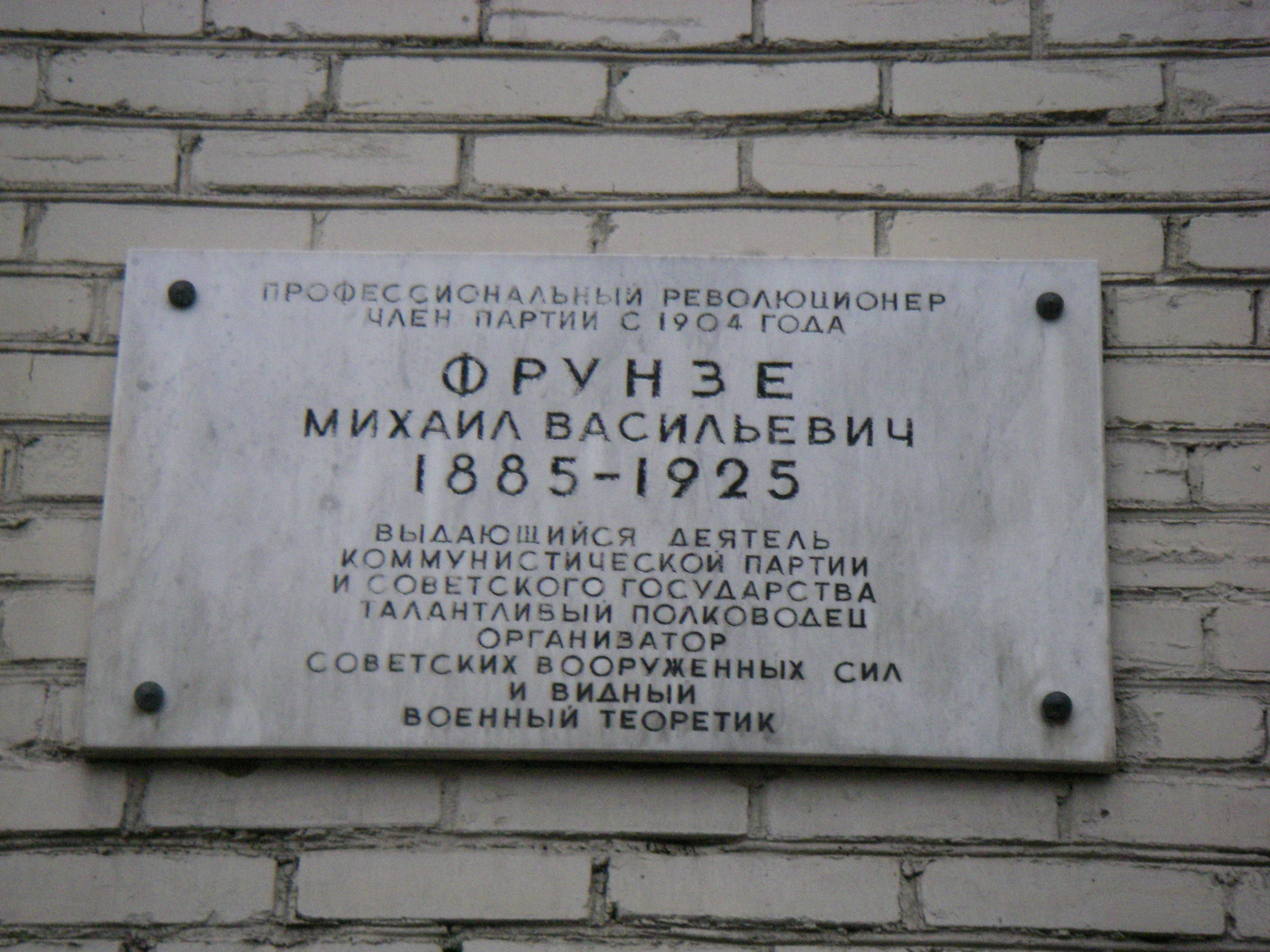
Pamětní deska v Petrohradu.
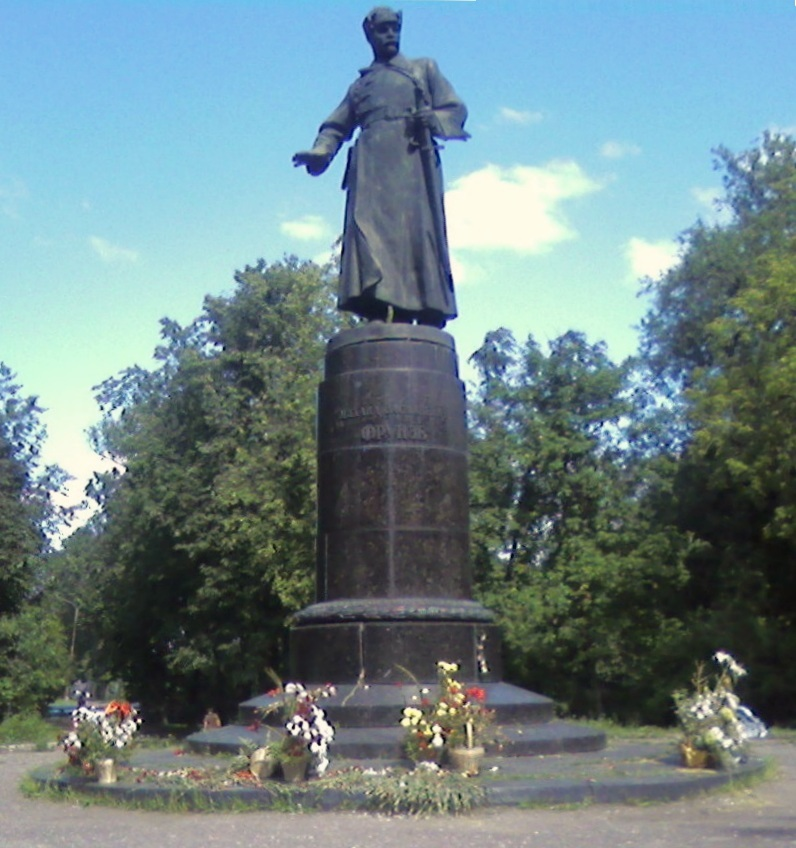
Socha v Ivanově s mečem v ruce